# Asambleas del Partido Republicano de 2008 en Samoa Americana
Las Asambleas republicanas de Samoa Americana, 2008 fueron el 1.º de marzo de 2008. John McCain ganó todos los seis delegados asignados (y el apoyo de 3 superdelegados) en la convención territorial. McCain "hizo campaña" en el territorio de Samoa al grabar un audio mensaje a los delegados y enviarlo a la asamblea por medio del internet.

## Resultados
| Candidato     | Votos       | Porcentajes | Delegados |
| ------------- | ----------- | ----------- | --------- |
| John McCain   | Desconocido | 62%         | 9         |
| Mike Huckabee | Desconocido | 38%         | 0         |
| Ron Paul      | Desconocido | N/A%        | 0         |
| Total         | Desconocido | N/D%        | 9         |